# Tour de la Malmuerta
La tour de la Malmuerta (Torre de la Malmuerta) est une tour de style mudéjar située près de la Place de Cólon, au nord de la vieille ville de Cordoue en Espagne. 

## Historique
La tour de la Malmuerta est une tour d'origine almohade, réédifiée de 1406 à 1408 sur ordre du roi Henri III de Castille.
Après avoir perdu sa fonction défensive, la tour fut utilisée comme prison pour les nobles.
Au XVIIIe siècle, le savant cordouan Gonzalo Antoine Serrano réalisait ses observations astronomiques depuis le sommet de la tour.
|  |  |

## Architecture
La tour de la Malmuerta est un bel exemple d'architecture mudéjare d'inspiration almohade.
Octogonale comme la torre del Oro à Séville ou comme la tour principale de l'Alcázar de Jerez de la Frontera, la tour, édifiée en pierre de taille en grand appareil, est surmontée de merlons pointus typiques des fortifications almohades et des fortifications mudéjares qui s'en inspirèrent. 
Il s'agit d'une tour albarrane, c'est-à-dire une tour située à l'extérieur d'une enceinte fortifiée avec laquelle elle communique au moyen d'un arc ou d'un pont qui pouvait être facilement détruit au cas où la tour tombait aux mains de l'ennemi. Une telle tour servait à harceler l'ennemi lorsqu'il s'attaquait à la muraille.
Massive à la base, la tour est creuse à partir du niveau de l'arc, abritant des salles d'où part l'escalier qui donne accès à la plate-forme.

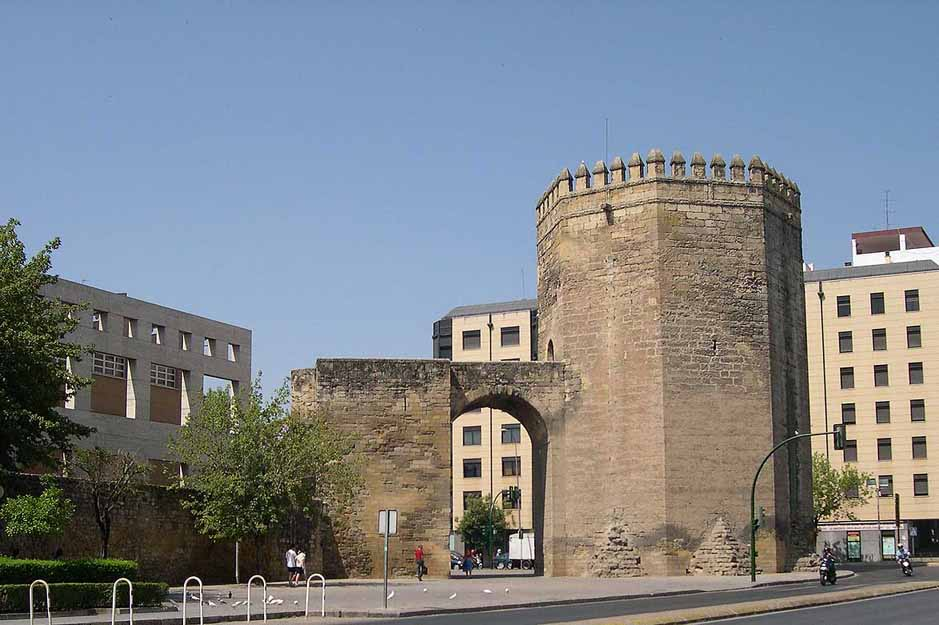
La tour vue de l'avenue de las Ollerias